# خار مقدس
خار مقدس (نام علمی: Cnicus benedictus) یکی از گیاهان تیرهٔ گل‌ستاره‌ای‌ها (Asteraceae)، راستهٔ گل مینا (Asterales) است که در نواحی مدیترانه‌ای و از جمله ایران می‌روید.
خار مقدس در ایران از جمله در بلندی‌های بالای ۲۵۰۰ متر در استان کهگیلویه و بویراحمد می‌روید.

## رویش
گیاهی یک ساله است که بلندای آن تا ۶۰ سانتی‌متر می‌رسد. دارای برگ‌های پرزدار بوده که عموماً طولی نزدیک به ۳۰ سانتی‌متر و عرض ۸ سانتی‌متر دارند. گل‌های آن زردرنگ می‌باشد.